# Моран-Солније MS.406
Моран-Солније MS.406 (фр. Morane-Saulnier MS.406) је француски ловачки авион. Резултат је спецификације C1 француске национална агенција за координацију истраживања аеронаутике Service Technique de l'Aéronautique објављене 1934. године поводом захтева за модерним борбеним авионом који је требало да замени у служби старије типове ловаца. Први прототип, са ознаком Моран-Солније MS.405 извео је први лет 8. августа 1935. Прва серија произведена је под истом ознаком и испоручена је фебруара 1938. Узорци из ове производне серије коришћени су у евалуационим испитивањима и резултат овог теста је била нова поруџбина за 90 узорака који су произведени под ознаком Моран-Солније MS.406.

## Пројектовање и развој
Први лет претходника МС.405 догодио се 1935. Направљени су 17 прототипа МС.405, који су коначно довели до MS.406. Продукција новог MS.406 почета је у јануару 1939, а први авиони испоручени су француској војсци у марту исте године. MS.406 сматра се сродним југословенским авионом Рогожарски ИК-3, са разликом да је ИК-3 имао боље перформансе.

## Оперативно коришћење
Авион MS.406 је био бројчано најважнији француски ловац у Другом светском рату. Авион је у принципу имао добру конструкцију, али је био далеко слабији од немачког Месершмит Bf 109 у погледу снаге мотора а тиме и максималне брзине и брзине пењања и оклопа виталних делова авиона и пилота. Ипак, био је један од ретких модерних борбених авиона Француске у довољном броју. Надмоћ немачких БФ 109 скупо је коштало Француску и то у животима француских пилота, укупно је било изгубљено 400 авиона према 175 победа; многе машине су међутим уништене на земљи.
После капитулације Француске у Другом светском рату 1940, Немачка је преузела већи број MS.406. Један део је служио за тренинге немачких пилота, други део је предат савезничким државама попут Финске, Италије и НДХ. Турска је такође употребљавала MS.406, док је Швајцарска купила лиценсу и правила MS.406 под називом Д-3800 (82 авиона) и Д-3801 (207 авиона). У Француској направљено је око 1000 авиона, 77 од њих за иностранство. Са немачким нападом на Француску 1940. године било је око 500 авиона у потреби. Југославија је била исто наручила 25 авиона, али са капитулацијом Француске авиони нису испоручени.

## Техничке карактеристике
Мотор: 1 Хиспано Суиза 12Y, 860 КС
Димензије:
- Распон крила: 10.61 m
- Дужина: 8,17 m
- Висина: 3.25 m
- Површина крила: 16 m²

Маса:
- Празан: 1895 kg
- Оптерећен: 2540 kg

Посада: 1
Брзине:
- Максимална: 486 km/h

Долет: 800 km
Наоружање:
- 1 x 20 mm топ Ерликон ФФ/СМК М.39 Е. М.,
- 2 x митраљези 7.5 mm МАЦ

## Земље које су користиле Авион MS.406
| - Француска - Бугарска - Независна Држава Хрватска - Италија - Тајланд - Турска | - Финска - Швајцарска - Вишијевска Француска - Нацистичка Немачка - Краљевина Југославија - Југославија |

## Авион Моран-Солније MS.406 у Југославији
Уочи Другог светског рата у склопу мера модернизације Војног ваздухопловства Краљевине Југославије (ВВКЈ), Министарство војске је поручило 25 француских ловаца Моран-Солније MS.406. Међутим, због приближавања ратне опасности Француска је забранила извоз наоружања и војне опреме тако да је ВВКЈ ускраћено за ову испоруку.
У току 1943. године Нацистичка Немачка је продала свом савезнику квислиншкој НДХ (Независна Држава Хрватска) 15 ислужених авиона Моран-Солније MS.406. Због капитулације Италије и интензивнијег дејства савезничке авијације на простору бивше Југославије ваздухопловство НДХ је имало све веће губитке па су Немци у току 1944. године Хрватима продали између осталих, додатну количину ловаца Моран-Солније MS.406 тј. 23 авиона.
Када су Партизани први пут заузели Бања Луку 21. септембра 1944. године, успели су да заузму и аеродром Залужани, који је био велика ваздухопловна база Зракопловства НДХ. На њему су се затекле три ескадриле и пратећи састав. Већ у току борбе део земаљског састава базе и неки пилоти прешли су на страну Партизана. А то се наставило и по завршетку напада.
Тако да је одмах сутрадан од исправних авиона и људства из НДХ формирана Ескадрила 5 корпуса НОВЈ. Исправни авиони су били: три Моран Солниер MS.406, два Капрони, два Бенеш-Мраз Be-51 Бета Минор и један Бикер Bu-131 Јунгман. Одмах су употребљени за напад на тврђаву Каштел која се налази у Бања Луци, у којој су били усташки и немачки војници, а који су одбили да се предају. Напади нису били нарочито успешни и браниоци у тврђави су одолевали све док им у помоћ нису стигли Немци. У току борби за Каштел пилот Салимбеговић је авионом Моран Солније успео да обори један транспорти авион Јункерс Ju-W-34 који је доносио борцима у Каштелу војни материјал. По доласку Немаца Авиони су пребазирани на аеродром код Санског Моста. Успели су да прелете два Бета Be-51, један Моран Солниер MS.406, један Бикер Bu-131 Јунгман и неколико камиона са алатом, деловима и горивом. За седам дана борбених дејстава (колико је трајала бањалучка операција овог корпуса) ова ескадрила је остварила 36 борбених летова и остварила једну ваздушну победу.
У завршним операцијама за ослобођење земље, Југослованска Армија (ЈА) је заробила 6 авиона Моран-Солније MS.406 из састава Зракопловства НДХ и користила их у Ратном ваздухопловству ЈА у току 1944./45. године.